# Zmijiv
Zmijiv (ukrajinskou cyrilicí: Зміїв, rusky: Zmijov, cyrilicí: Змиёв) je město na východě Ukrajiny v Charkovské oblasti na soutoku Severního Doňce a Mži. Po administrativně-teritoriální reformě v červenci 2020 patří do Čuhujivského rajónu, do té doby byl centrem Zmijivského rajónu. Je důležitým železničním uzlem na trati Charkov–Kavkaz, pro město je významný průmysl papírenský a potravinářský. První zmínka o Zmijivu pochází z roku 1656, městská práva obdržel roku 1797. Ve městě žije přibližně 14 tisíc obyvatel, v roce 2011 to bylo přes 15 tisíc obyvatel.

## Přejmenování
V březnu 1943 se Zmijiv a okolí stal dějištěm tvrdých bojů v rámci bitvy u Sokolova, které se účastnili i vojáci Prvního československého armádního sboru v SSSR pod velením Ludvíka Svobody. Z důvodu tohoto vztahu k Československu bylo město v letech 1976–1991 pojmenováno po čs. revolucionáři a prezidentovi Klementu Gottwaldovi Готвальд (ukrajinsky: Hotvald, rusky: Gotvald). Po vzniku samostatné Ukrajiny se městu vrátil původní název.

## Významní rodáci
- Igor Volk (1937–2017), sovětský kosmonaut[5]